# Daniel Grainger
Daniel Leslie Grainger (Penrith, Inglaterra, 28 de julio de 1986), futbolista inglés. Juega de defensa y su actual equipo es el Heart of Midlothian de la Liga Premier de Escocia. 

## Clubes
| Club                | País    | Año       |
| ------------------- | ------- | --------- |
| Gretna FC           | Escocia | 2002-2006 |
| Brechin City        | Escocia | 2006      |
| Gretna FC           | Escocia | 2006-2008 |
| Dundee United       | Escocia | 2008-2009 |
| St. Johnstone FC    | Escocia | 2009-2011 |
| Heart of Midlothian | Escocia | 2011-     |

## Palmarés

### Campeonatos nacionales
| Título          | Club                | País    | Año  |
| --------------- | ------------------- | ------- | ---- |
| Copa de Escocia | Heart of Midlothian | Escocia | 2012 |